# Duguetia hadrantha
Duguetia hadrantha (Diels) R.E.Fr. – gatunek rośliny z rodziny flaszowcowatych (Annonaceae Juss.). Występuje naturalnie w Ekwadorze, Peru, Boliwii oraz Brazylii (w stanach Acre i Mato Grosso). 

## Morfologia
PokrójZimozielone drzewo dorastające do 6–12 m wysokości. Gałęzie są owłosione.
LiścieMają kształt od podłużnie do podłużnie lancetowatego. Mierzą 8–20 cm długości oraz 4–7 cm szerokości. Nasada liścia jest ostrokątna. Blaszka liściowa jest całobrzega o spiczastym wierzchołku. Ogonek liściowy jest owłosiony i dorasta do 3–5 mm długości.
KwiatySą pojedyncze, rozwijają się w kątach pędów. Działki kielicha mają owalny kształt i dorastają do 15–20 mm długości. Płatki mają podłużnie owalny kształt.